# Testostérone (émission de télévision)
Pour l’article homonyme, voir Testostérone.
Testostérone était une émission de télévision québécoise diffusée du 28 août 2002 au 26 mars 2004 à TQS.
L'animateur François Massicotte ainsi que ses trois collaborateurs, un autre humoriste et deux chroniqueurs-blagueurs, s'amusent tout simplement dans le cadre d'une émission dite "pour hommes". On y présente à chaque semaine des chroniques humoristiques que chacun a préparées pour le public et ses partenaires. Certaines chroniques se font en groupe, sinon les autres participent fréquemment.

## Exemples de chroniques
- François Massicotte teste chaque semaine différents formats d'un outil de travail pour homme, généralement en ordre croissant de puissance (haches, aspirateur/souffleur industriel). Il en profite pour détruire avec ceux-ci des éléments de décor en studio.
- Marc Boilard entre dans un aspect théorique pseudo-scientifique en caricaturant les relations hommes-femmes, tentant d'aider les hommes à avoir des relations, quitte à faire quelques blagues crues contre les femmes.

## Membres de l'émission
- François Massicotte, humoriste
- Mike Ward, humoriste
- Jean-Michel Dufaux, chroniqueur
- Marc Boilard
- Mélanie Boulais